# Фикесдоттер-Бюлов, Анна
Анна Фикесдоттер-Бюлов (швед. Anna Fickesdotter Bülow; ок. 1444—1519, Вадстена) — шведская монахиня, писательница и переводчица; настоятельница Вадстенского аббатства.

## Биография
Анна, дочь Фике Бюлова и Хебблы Альбректсдоттер, родилась в 1440-х годах. 23 ноября 1642 года она, по настоянию родителей, поступила в Вадстенское аббатство, монастырь ордена бригитток. Вероятно, ей в то время было около 18 лет, поскольку в монастырском уставе, созданном Бригиттой Шведской, этот возраст указан как минимальный. В монастыре Анна оставалась до самой смерти. Монахинями в Вадстенском аббатстве были и её родственницы: Анна Юхансдоттер-Бюлов, тётя по отцовской линии, и двоюродная сестра Эрмегарда Ларсдоттер.
Известно, что в течение какого-то времени Анна руководила монастырским хором. В конце 1486 или начале 1487 года монахини избрали её приорессой. 21 февраля 1501 года она была избрана аббатисой. В 1502 году епископ Хемминг Гад утвердил её кандидатуру, и в январе 1502 года Бринольф Альготссон посвятил её в аббатисы. Эту должность Анна занимала до самой смерти.
В Вадстенском аббатстве была библиотека, и монахини нередко занимались переводом, переписыванием и созданием разного рода текстов. Анна Фикесдоттер-Бюлов, в свою очередь, создала одно из первых биографических произведений в истории шведской литературы — «Chronicon genealogicum», в котором рассказывала историю своего рода. Оригинал не сохранился, однако существуют копии, которые позволяют приблизительно датировать текст 1515 годом. Эту работу Анна выполнила по поручению Ханса Браска, епископа Линчёпинга: генеалогические сведения были ему необходимы, чтобы принимать решения о допустимости или недопустимости тех или иных аристократических браков, с учётом степени родства. Несмотря на сугубо практическую цель предпринятого труда, Анна вносит в повествование личные нотки, рассказывая, в частности, о строгом воспитании, полученном ею в детстве, и выражая гордость своими предками, в числе которых были одни из первых последователей святой Бригитты.
Помимо генеалогических изысканий, Анна Фикенсдоттер-Бюлов занималась переводами религиозных текстов с латинского языка на шведский. Она была единственной из вадстенских монахинь, которую называли litteratissima — «учёнейшая». Кроме того, сохранилась переписка, свидетельствующая о том, что Анна превосходно справлялась со своими обязанностями аббатисы, осуществляя внутреннее управление монастырём и поддерживая внешние, в том числе международные, связи аббатства.
Анна Фикесдоттер-Бюлов умерла в Вальдстенском аббатстве в 1519 году.